# 移動保育プロジェクト
特定非営利活動（NPO）法人移動保育プロジェクト（いどうほいくプロジェクト）は、福島県内でも放射線量が高い地域を対象として、未就学児の心身の成長や健康を促進し、さらにその保護者に対しても心理的安心感や精神的成長機会を提供することを目的として設立された特定非営利活動法人（NPO法人）である。また自然体験や地域との交流体験により、子どもたちへ大きな成長の機会を与えることに着目し、「子どもたちが体験を通して自分や他人の良さに気付き成長する」ことを目的として活動を継続している。

## 概要
福島県郡山市で保育園経営をしていた上國料竜太が、2011年3月11日に起きた東日本大震災による原発事故の被害をうけ、比較的放射線量の高い福島県中通りに住む未就学児（1歳～就学前）を対象とした放射線量の低い地域へ一日日帰り保育を実施したことが団体設立のきっかけである。翌年1月に福島県よりNPO法人の認証を受け、正式にNPO法人として成立した。
事務所を福島県郡山市におき、会員数は10名。運営は、寄付金、各種助成金によってまかなわれている。
収支報告
2013年より、低線量地である福島県郡山市湖南町にて自然体験保育園「ココカラ」の運営をしている。

## 活動内容
福島県内において放射線量が高い地域の子供たち（未就学児）と保育士を放射線量の低い地域へバスで送迎して日帰り保育を実施し
ております。子供たちの放射線被爆とストレス、親の不安を軽減するとともに子供達の体力向上に取り組んでいる。
2014年1月には、移動保育実施回数「150回」到達。